# Warlord (groupe)
Warlord est un groupe de heavy metal américain, originaire de Los Angeles, en Californie. Depuis sa création, le groupe est mené par le guitariste William J Tsamis, et le batteur Mark Zonder.

## Biographie

### Débuts (1981–1986)
Warlord est formé en 1981 par le guitariste Bill Tsamis et le batteur Mark Zonder depuis San José, en Californie, à Los Angeles. Le nouveau groupe attire l'intérêt de Brian Slagel dont le label, Metal Blade Records, publiera la compilation Metal Massacre, qui fait participer plusieurs groupes de metal comme Malice, Steeler, Ratt, et Metallica. Slagel décide d'offrir l'opportunité au groupe de participer au volet suivant de la compilation, Metal Massacre II, sur laquelle ils jouent le morceau Lucifer's Hammer. Avec un bon accueil, Warlord fait une autre apparition avec Mrs. Victoria sur Metal Massacre III et est signé à Metal Blade pour la sortie de Deliver Us, un EP six titres, considéré par la presse spécialisée comme la première pierre à l'édifice du heavy metal et de l'epic metal,,.
Après Deliver Us, Warlord publie l'EP Aliens/Lost And Lonely Days, et une cassette vidéo intitulée ...And the Cannons of Destruction Have Begun, enregistrée en concert. Elle est éditée en vinyle et comprend les inédits Soliloquy et MCMLXXXIV. Plus tard, Warlord se sépare en 1985, lorsque Bill Tsamis emménage en Floride.

### Retour (2001–2002)
Warlord se reforme en 2001 pour la sortie de l'album Rising Out of the Ashes, composé en partie par Lordian Guard. Pour l'occasion, Tsamis et Zonder font appel à Joacim Cans, chanteur de Hammerfall, pour une apparition au festival Wacken Open Air la même année, aux côtés du groupe italien Black Jester. Le groupe se sépare ensuite de nouveau après le concert.

### Second retour (depuis 2011)
À la fin 2011, Bill Tsamis annonce à un fan (sur la page The Warlord Battle Choir de Facebook) le retour du groupe en studio. Un snippet est publié par Mark Zonder sur YouTube. Le 12 mars 2012, à la veille de son 51e anniversaire, Tsamis surprend les fans de Warlord avec la sortie d'une nouvelle chanson du groupe en dix ans, Night of the Fury. Ils annoncent ensuite Rick Anderson (Damien King III) au chant. En août 2012, Warlord annonce sa participation au Keep It True XVI Festival en 2013. L'annonce est suivie par deux autres dates à Athènes et Thessaloniki, en Grèce. En octobre 2012, leur EP Lost and Lonely Days/Aliens (1984) est remasterisé et réédité au label Sons of a Dream Music.
En mars 2013, Warlord publie un nouvel album studio, intitulé The Holy Empire. L'album est positivement accueilli par la presse spécialisée,. Les performances à Athènes les 27 et 28 avril 2013 sont jouées à guichet fermé. En mars 2014, Warlord annonce la venue du bassiste Gary Wehrkamp pour leur tournée en 2014, remplaçant Philip Bynoe.

## Membres

### Membres actuels
- William J Tsamis – guitare, claviers (1980–1986, 2001–2002, depuis 2011)
- Mark Zonder – batterie (1980–1986, 2001–2002, depuis 2011)
- Philip Bynoe – basse (depuis 2013)
- Nicholas Leptos – chant (depuis 2014)

### Anciens membres
- Jack Rucker – chant (Damien King) (1981–1983)
- Rick Cunningham – chant (Damien King II) (1984–1986)
- Rick Anderson – chant (1986, 2011–2013)
- Joacim Cans – chant (2001–2002)
- Joe Hall – basse (1980–1981)
- Rik Fox – basse (1982)
- Dave Watry – basse (Archangel) (1984–1986)
- Jerry Alcevia – claviers (1981)
- Diane Kornarens – claviers (Sentinel) (1981–1986)

### Membres de tournée
- Paulo Viani – guitare (2002, depuis 2013)
- Angelo Vafeiadis – claviers (depuis 2013)
- Philip Bynoe – basse (2013)
- Gary Wehrkamp – basse (2014)
- Pasko – basse (2002)
- Daniele Soravia – claviers (2002)
- Giles Lavery – chant (2013)

## Discographie

### Albums studio
- 1983 : Deliver Us
- 1984 : And the Cannons of Destruction Have Begun...
- 2002 : Rising Out of the Ashes
- 2013 : The Holy Empire

### Singles
- 1984 : Lost and Lonely Days / Aliens (12" single)

### Compilations
- Metal Massacre II - Lucifer's Hammer
- Metal Massacre III - Mrs. Victoria
- Best of Metal Massacre - Mrs. Victoria
- Thy Kingdom Come (1986)
- Best of Warlord (1989)
- The Ten Commandments (Warlord Through the Years) (2014)